# 新井由己
新井 由己（あらい よしみ、1965年 - ）は、日本のライター、フォトグラファー、食文化研究家。神奈川県藤沢市生まれ。

## 来歴
1991年から、アウトドア雑誌などに執筆を開始。田舎暮らしの資金稼ぎのため、1993年から2年間、都内でタクシー運転手をする。1997年、「芝居小屋から飛び出した人形師」で「週刊金曜日ルポルタージュ大賞」の佳作入選を果たし、その直後、新聞配達用のホンダの原付バイク（プレスカブ）で日本を縦断、おでんの食べ歩きをして、1999年凱風社から『とことんおでん紀行』を初出版。その後、おでんを皮切りに、ハンバーガー、カレーなど食をめぐる比較食べ歩きルポルタージュの仕事を積み重ねてきた。また食の原点としての農業実践にも関心を示し、新潟県松之山町に移住して、みずから農業にも取り組んでいる。2004年には、新潟を離れ、山梨県韮崎市に移住した。現在は山梨県富士河口湖町に拠点を移している。
その後、アクティブホームレスなどと名乗り自分の活動資金を寄付で賄う活動を始めてもいた。
2017年4月17日、同年3月26日に神奈川県湯河原町で女性を車ではねて死亡させ、そのまま逃げたとして、自動車運転処罰法違反（過失運転致死）容疑などで神奈川県警に逮捕された。新井は「人らしき物にぶつかった認識はあるが、動揺して申告できなかった」と容疑を認めた。

## 著作
- 『とことんおでん紀行』凱風社　1999年 ISBN 978-4773623079
- 『とことん亭のおいしいおでん』凱風社　2002年 ISBN 978-4773626056
- 『だもんで静岡おでん』静岡新聞社　2002年 ISBN 978-4783817994
- 『とことんおでん紀行』知恵の森文庫　2002年 ISBN 978-4334781989
- 『日本全国おでん物語』生活情報センター　2004年 ISBN 978-4861261565
- 『エコロジーショップの働きかた―GAIAという仕事場』自然食通信社　2007年 ISBN 978-4916110909
- 『自然農に生きる人たち―耕さなくてもいいんだよ』自然食通信社　2008年 ISBN 978-4916110404
- 『休日のカフェめぐり　湘南・鎌倉・三浦・横浜』幹書房　2010年 ISBN 978-4902615661
- 『THE BURGER MAP 首都圏版』幹書房　2010年 ISBN 978-4902615708
- 『誰でも簡単にできる！　川口由一の自然農教室』（鏡山悦子共著, 川口由一監修）宝島社　2013年 ISBN 978-4796677905
- 『畑から宇宙が見える〜川口由一と自然農の世界』宝島社　2014年 ISBN 978-4800222985
- 『ドイツハーブティー紀行―暮らしに溶けこむ、ハーブを探しに』カザン　2014年 ISBN 978-4876896080

## 著作（撮影担当）
- 『たった5つのスパイスで！インド家庭料理「カレーとサブジ」―「キッチンスタジオ ペイズリー」の本格レシピ』（香取薫著）マーブルトロン社　2008年  ISBN 978-4123901987
- 『ストックペーストカレー―簡単、絶品の秘密は「玉ねぎ・トマト・辛み」ペーストと「香り」マサラ』（香取薫著）マーブルトロン社　2009年  ISBN 978-4123902267
- 『家庭で作る本格インド料理―「キッチンスタジオペイズリー」とっておきの上級レシピ! 中・上級編』（香取薫著）マーブルトロン社　2010年  ISBN 978-4123902632
- 『うまい、カレー。』（香取薫著）ナツメ社　2008年  ISBN 978-4816345234
- 『ひとりカレー かんたんレシピ45』（香取薫著、新井由己写真）幹書房　2012年  ISBN 978-4906799060
- 『アーユルヴェーダ食事法 理論とレシピ──食事で変わる心と体』（香取薫、佐藤真紀子著）径書房　2012年  ISBN 978-4770502148
- 『ザ・バーガーマップ東京』（松原好秀著、新井由己写真）幹書房　2014年  ISBN 978-4906799381